# Сапала (аэропорт)
Аэропорт «Вице-коммодор Олесса» (исп. Aeropuerto Vicecomodoro Olezza) — гражданский аэропорт, расположен в провинции Неукен (Аргентина), в 9,32 км от города Сапала.
- Аэропорт назван в честь аргентинского лётчика Марио Олессы.
- Статус аэропорта: внутренний аэропорт